# Даррі Коул
Даррі Коул (фр. Darry Cowl; 27 вересня 1925, Віттель — 14 лютого 2006, Нейї-сюр-Сен) — французький актор. Ім'я при народженні — Андре Дарріко, фр. André Darricau.

## Фільмографія
- 1958 : «Будь красивою та помовчуй» / (Sois belle et tais-toi) —  інспектор Жером
- 1959 : «Волоцюга Архімед» / (Archimède, le clochard) —  Арсен, волоцюга
- Ах! Якби я був багатий
- Знедолені
- Тільки не в губи